# Disney Digital 3D

3r logotip de Disney Digital 3D usat des de 2011 fins a l'actualitat.

Disney Digital 3-D, és una marca de The Walt Disney Company per a referir-se a les pel·lícules en tres dimensions (3-D) realitzades i publicades per Walt Disney Pictures i que es mostren únicament a partir de la projecció digital.
Disney Digital 3-D no és un format o tecnòlogia de producció. Les pel·lícules promocionades sota aquesta marca, poden ser projectades utilitzant qualsevol de les tecnologies 3D, incloent Cinema RealD, Dolby 3D, XpanD 3D i MasterImage 3D.

## Història
La primera pel·lícula que va utilitzar aquesta marca per a la seva promoció, va ser Chicken Little, que va ser llançada als Estats Units d'Amèrica el 4 de novembre de 2005. Per a aquest llançament, Disney va treballar junt amb RealD per instal·lar la tecnologia de projecció digital 3D als cinemes estatunidencs.
La pel·lícula d'animació mitjançant ordinador, Chicken Little, va ser seguida per una reedició de The Nightmare Before Christmas el 20 d'octubre de 2006. Aquesta, una pel·lícula stop motion de 1993, es va rodar originalment en 2D en pel·lícula de 35 mm amb la versió en 3D generada per Industrial Light & Magic d'aquesta font utilitzant la tecnologia informàtica.
La primera versió de Disney Digital 3-D d'acció en viu va ser Hannah Montana & Miley Cyrus: Best of Both Worlds Concert, que es va llançar al 2008.

## Produccions de Disney Digital 3D

### Pel·lícules
| Nom                                                       | Any Original | Any 3D | Notes                                                        |
| --------------------------------------------------------- | ------------ | ------ | ------------------------------------------------------------ |
| Chicken Little                                            | 2005         | 2005   | Primera pel·lícula en Disney Digital 3D                      |
| The Nightmare Before Christmas                            | 1993         | 2006   | Rellançament                                                 |
| Working for Peanuts                                       | 1953         | 2007   | Curtmetratge animat, rellançament                            |
| Meet the Robinsons                                        | 2007         | 2007   | Pel·lícula d'animació 3D                                     |
| Hannah Montana & Miley Cyrus: Best of Both Worlds Concert | 2008         | 2008   | Pel·lícula en imatge real                                    |
| Bolt                                                      | 2008         | 2008   | Pel·lícula d'animació 3D                                     |
| Jonas Brothers: The 3D Concert Experience                 | 2009         | 2009   | Pel·lícula en imatge real                                    |
| Up                                                        | 2009         | 2009   | Primera pel·lícula de Pixar presentada en Disney Digital 3D. |
| G-Force                                                   | 2009         | 2009   | Pel·lícula en imatge real                                    |
| Toy Story                                                 | 1995         | 2009   | Rellançament                                                 |
| Toy Story 2                                               | 1999         | 2009   | Rellançament                                                 |
| A Christmas Carol                                         | 2009         | 2009   | Presentada en IMAX 3D                                        |
| Alicia al país de les meravelles                          | 2010         | 2010   | Presentada en IMAX 3D                                        |
| Toy Story 3                                               | 2010         | 2010   | Presentada en IMAX 3D                                        |
| Step Up 3-D                                               | 2010         | 2010   | Pel·lícula de Touchstone Pictures                            |
| Tangled                                                   | 2010         | 2010   | Pel·lícula d'animació 2D també en 3D                         |
| Tron Legacy                                               | 2010         | 2010   | Presentada en IMAX 3D                                        |
| Pirates of the Caribbean: On Stranger Tides               | 2011         | 2011   | Presentada en IMAX 3D                                        |
| Mars Needs Moms!                                          | 2011         | 2011   | Presentada en IMAX 3D                                        |
| Cars 2                                                    | 2011         | 2011   | Presentada en IMAX 3D                                        |
| El rei lleó                                               | 1994         | 2011   | Rellançament                                                 |
| Wreck-It Ralph                                            | 2012         | 2012   |                                                              |
| Frankenweenie                                             | 2012         | 2012   |                                                              |
| John Carter                                               | 2012         | 2012   |                                                              |
| Brave                                                     | 2012         | 2012   | Presentada en IMAX 3D                                        |
| La bella i la bèstia                                      | 1991         | 2012   | Rellançament                                                 |
| Monsters, Inc.                                            | 2001         | 2012   | Rellançament                                                 |
| Buscant en Nemo                                           | 2003         | 2012   | Rellançament                                                 |
| Oz the Great and Powerful                                 | 2012         | 2012   |                                                              |
| La Sirenita                                               | 1989         | 2013   | Rellançament                                                 |
| Monsters University                                       | 2013         | 2013   | Presentada en IMAX 3D                                        |
| Planes                                                    | 2013         | 2013   |                                                              |
| Frozen                                                    | 2013         | 2013   |                                                              |
| Malèfica                                                  | 2014         | 2014   |                                                              |
| Planes: Fire & Rescue                                     | 2014         | 2014   |                                                              |
| Big Hero 6                                                | 2014         | 2014   |                                                              |
| Inside Out                                                | 2015         | 2015   |                                                              |
| The Good Dinosaur                                         | 2015         | 2015   |                                                              |
| The Finest Hours                                          | 2015         | 2015   |                                                              |
| Zootopia                                                  | 2016         | 2016   |                                                              |
| El llibre de la selva                                     | 2016         | 2016   |                                                              |
| Alicia a través del mirall                                | 2016         | 2016   |                                                              |
| Buscant a Dory                                            | 2016         | 2016   |                                                              |
| The BFG                                                   | 2016         | 2016   |                                                              |
| Pete's Dragon                                             | 2016         | 2016   |                                                              |
| Moana                                                     | 2016         | 2016   |                                                              |
| Beauty and the Beast                                      | 2017         | 2017   |                                                              |
| Cars 3                                                    | 2017         | 2017   |                                                              |
| Coco                                                      | 2017         | 2017   |                                                              |
| Vaques Vaqueres                                           | 2004         | 2018   | Rellançament                                                 |
| Hercules                                                  | 1997         | 2018   | Rellançament                                                 |
| El planeta del tresor                                     | 2002         | 2018   | Rellançament                                                 |
| Aladdín                                                   | 1992         | 2018   | Rellançament                                                 |
| Pocahontas                                                | 1995         | 2018   | Rellançament                                                 |
| La gran pel·lícula de Piglet                              | 2003         | 2019   | Rellançament                                                 |
| Peter Pa                                                  | 1953         | 2019   | Rellançament                                                 |
| Tarzan                                                    | 1999         | 2019   | Rellançament                                                 |
| Dumbo                                                     | 1941         | 2020   | Rellançament                                                 |
| Fantasia                                                  | 1940         | 2020   | Rellançament                                                 |
| Goofy, La Pel·lícula                                      | 1995         | 2020   | Rellançament                                                 |
| A Bug's Life                                              | 1998         | 2020   | Rellançament                                                 |
| Qui va enganyar a Roger Rabbit?                           | 1988         | 2021   | Rellançament                                                 |
| Els Increïbles                                            | 2004         | 2021   | Rellançament                                                 |
| Ratatouille                                               | 2007         | 2021   | Rellançament                                                 |

### Curtmetratges
| Title                                        | Any  | Relacionat          |
| -------------------------------------------- | ---- | ------------------- |
| Cars Toons: Mater's Tall Tales: Tòquio Mater | 2008 | Bolt                |
| Partly Cloudy                                | 2009 | Up                  |
| Day & Night                                  | 2010 | Toy Story 3         |
| Toy Story Toons: Hawaiian Vacation           | 2011 | Cars 2              |
| La Lluna                                     | 2012 | Brave               |
| Working for Peanuts                          | 2007 | Meet the Robinsons  |
| Paperman                                     | 2012 | Wreck-It Ralph      |
| The Blue Umbrella                            | 2013 | Monsters University |
| Get a Horse!                                 | 2013 | Frozen              |
| Feast                                        | 2014 | Big Hero 6          |
| Lava                                         | 2015 | Inside Out          |
| Sanjay's Super Team                          | 2015 | The Good Dinosaur   |

#### Reedició
| Títol                                        | Any Original | Any 3D | Relacionat                              |
| -------------------------------------------- | ------------ | ------ | --------------------------------------- |
| Knick Knack (1989)                           | 1989         | 2006   | The Nightmare Before Christmas 3D       |
| Knick Knack (1989)                           | 1989         | 2018   | Aladdin 3D                              |
| Knick Knack (1989)                           | 1989         | 2021   | Ratatouille 3D                          |
| Tin Toy (1988)                               | 1988         | 2009   | Toy Story 3D                            |
| Luxo Jr. (1986)                              | 1986         | 2009   | Toy Story 2 3D                          |
| Lil' Rush (South Park)                       | 2007         | 2011   | Lion King 3D                            |
| Tangled Ever After                           | 2012         | 2012   | Beauty and the Beast 3D                 |
| Toy Story Toons: Partysaurus Rex             | 2012         | 2012   | Finding Nemo 3D                         |
| For the Birds (2000)                         | 2000         | 2012   | Monsters, Inc. 3D                       |
| Punching Bag (Simpsons)                      | 1988         | 2013   | Little Mermaid 3D                       |
| Geri's Game (1997)                           | 1997         | 2018   | Vaques Vaqueres 3D                      |
| Boundin'                                     | 2003         | 2018   | Hèrcules 3D                             |
| Xarxa's Dream                                | 1987         | 2018   | El planeta del tresor 3D                |
| Jack-Jack Attack                             | 2005         | 2020   | Goofy, La Pel·lícula 3D                 |
| L'home orquestra                             | 2005         | 2018   | Pocahontas 3D                           |
| Lifted                                       | 2006         | 2019   | Piglet's Big Movie 3D                   |
| Mike's New Car                               | 2002         | 2019   | Peter Pa 3D                             |
| Prest                                        | 2008         | 2019   | Tarzan 3D                               |
| Partly Coudly                                | 2009         | 2020   | Dumbo 3D                                |
| Day and Night                                | 2010         | 2020   | Fantasia 3D                             |
| La Lluna                                     | 2011         | 2020   | Bestioles: Una aventura en miniatura 3D |
| Les Aventures de André i Wally B.            | 1984         | 2021   | Who Framed Roger Rabbit? 3D             |
| Ratatouille i Cars: un crossover al·lucinant | 2021         | 2021   | Els Increïbles 3D                       |